# Electropodagrion szwedoi
Electropodagrion szwedoi (лат.) — вид вымерших насекомых из семейства Megapodagrionidae, типовой и единственный в роде Electropodagrion. Ископаемые остатки найдены в балтийском янтаре. 

## История изучения
Был обнаружен в янтаре на территории Балтийского региона Европы. Возраст находки составлял от 48 млн лет до 37 млн лет назад, что датируется лютетским, бартонским или приабонским ярусами. 
Стал частью палеоэнтомологической коллекции в Гданьском университете (Польша). Был изучен и описан палеоэнтомологами Дэни Азаром из Ливанского университета и Андре Нэль из Национального музея естественной истории. В 2008 году в журнале Annales de la Société Entomologique de France было опубликовано описание вида.

## Этимология
Родовое название является комбинацией греческих слов «electron» и «podagrion», что можно перевести как «электрон в янтаре». Видовое название было дано в честь палеонэнтомолога Яцека Шведо. 

## Описание
В янтаре сохранились только верхняя половина крыла, конечность, грудь и места крепления крыльев. Размер крыльев достигал примерно 20 мм в длину и около 4,8 мм в длину, а птеростигма могла достигать 10,1 мм.